# Saad Al-Houti
Sa'ad Mohammad Abdulaziz Al-Houti (1954. május 24. –) kuvaiti labdarúgó-középpályás.
A kuvaiti válogatott tagjaként részt vett az 1980-as moszkvai olimpián és az 1982-es spanyolországi világbajnokságon.